# Толбага (село)
Толбага́ — село в Петровск-Забайкальском районе Забайкальского края России. Административный центр сельского поселения «Толбагинское».

## География
Расположено на правом берегу реки Хилок, напротив впадения в него реки Толбаги, в 47 км к юго-востоку от райцентра — города Петровск-Забайкальского.

## История
Основано в 1895 году.

## Население
| 1912 | 1989 | 2002 | 2010 | 2012 | 2013 | 2014 |
| ---- | ---- | ---- | ---- | ---- | ---- | ---- |
| 162  | ↗589 | ↗638 | ↘507 | ↘502 | ↘494 | ↘484 |
| 2015 | 2016 | 2017 | 2018 | 2019 | 2020 | 2021 |
| ↗486 | ↗487 | ↘478 | ↗480 | →480 | ↘467 | ↘447 |